# Малая Уньва
Малая Уньва — река в России, протекает в Усольском районе Пермского края. Устье реки находится в 21 км по левому берегу реки Уньва. Длина реки составляет 14 км.
Исток реки юго-восточнее посёлка Железнодорожный в 18 км к юго-востоку от центра Березников. Река течёт на юг, в низовьях поворачивает на запад. Всё течение проходит по ненаселённому лесному массиву.

## Данные водного реестра
По данным государственного водного реестра России относится к Камскому бассейновому округу, водохозяйственный участок реки — Кама от города Березники до Камского гидроузла, без реки Косьва (от истока до Широковского гидроузла), Чусовая и Сылва, речной подбассейн реки — бассейны притоков Камы до впадения Белой. Речной бассейн реки — Кама.
Код объекта в государственном водном реестре — 10010100912111100007475.